# Kamienka (rejon bieżanicki)
Kamienka (ros. Каменка) – wieś (ros. деревня, trb. dieriewnia) w zachodniej Rosji, w osiedlu wiejskim Czichaczowskoje rejonu bieżanickiego w obwodzie pskowskim.

## Geografia
Miejscowość położona jest nad rzeką Aszewka, 2 km od drogi regionalnej 58K-018 (Porchow – Chriapjewo) i centrum administracyjnego osiedla wiejskiego (Aszewo), 16,5 km od centrum administracyjnego rejonu (Bieżanice), 118 km od stolicy obwodu (Psków).

## Demografia
W 2010 r. miejscowość zamieszkiwało 5 osób.